# تب روماتیسمی
تب روماتیسمی حاد (به انگلیسی: Acute Rheumatic Fever) یا (RF)، عارضه التهابی عفونت باکتریایی استرپتوکوک گروه آ بتا همولیتیک است که ممکن است ۲ تا ۶ هفته بعد از عفونت ایجاد شده و اعضای مهم بدن از جمله مفاصل، قلب، پوست و مغز را درگیر می‌سازد. علت ایجاد این بیماری وجود واکنش متقاطع میان آنتی‌بادی ضد باکتری با بدن فرد است.

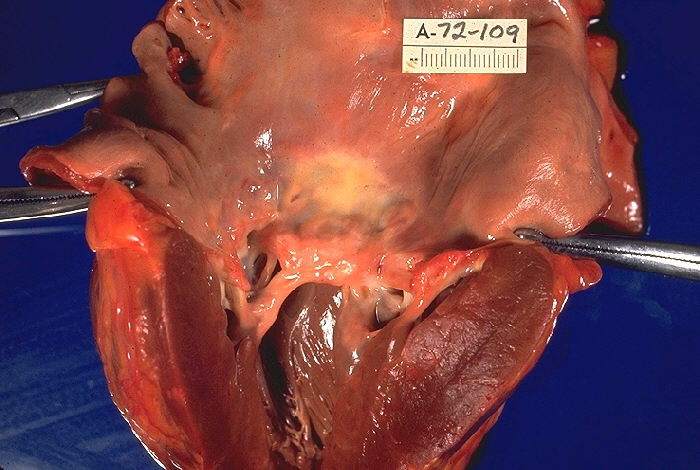
نمایی از عارضه قلبی ناشی از تب روماتیسمی که در آن خصوصیات این بیماری، شامل تنگ شدن دریچه میترال، قطور شدن کوردا تندینا و هیپرتروفی (پرسازی) بطن چپ مشهود است.

## ویژگی‌های کلی
این بیماری گسترش جهانی دارد ولی از دهه ۶۰ به بعد به خصوص در کشورهای پیشرفته شیوع آن کاهش یافته‌است. به‌طوری‌که شیوع آن در آمریکا ۲ در ۱۰۰هزار نفر و در کشورهای در حال توسعه ۱۰۰ مورد در یکصد هزار نفر است. علت این کاهش، شیوع استفاده از آنتی‌بیوتیکها در درمان عفونتهای میکروبی است. سن شیوع این بیماری در۶ تا ۱۵ سالگی است که عفونت بااسترپتوکوک گروه آ متداول است. این بیماری در کودکان زیر ۴ سال و بزرگسال بالای ۴۰ سال نادر است. بیماری حدود ۲–۶ هفته بعد از عفونت گلو با استرپتوکوک شروع می‌شود (در عفونت پوستی تب روماتیسمی ایجاد نمی‌شود). ضایعه مشخص این بیماری التهاب نزدیک عروقی گرانولوماتوز است. درگیری قلبی می‌تواند خود محدود شونده یا پیشرونده باشد. بیشتر دریچه میترال (۷۵–۸۰٪) و سپس دریچه آئورتی (۳۰٪) درگیر می‌شوند. دریچه‌های سه‌لتی و ریوی کمترین شیوع درگیری را در این بیماری دارند. التهاب مفصلی (آرتریت) با مشخصات درد شدید، تورم، گرمی، و گاهی قرمزی مفصل که می‌تواند از مفصلی به مفصل دیگر نقل مکان کند (آرتریت مهاجر). شایعترین مفاصل درگیر عبارتند از مچ دست، آرنج، زانوها و مچ پا. التهاب مفصلی معمولاً در عرض ۱۴–۱۰ روز فروکش می‌کند ولی بدون درمان، سایر مفاصل نیز ممکن است درگیر شوند. بیماری توسط علایم (کرایتریای) جونز تشخیص داده می‌شود.

## علایم بیماری و تشخیص
در تشخیص این بیماری از کرایتریای جونز که اولین بار در سال ۱۹۹۲ مطرح شد استفاده می‌شود. برای تشخیص وجود دو علامت ماژور یا یک ماژور و دو مینور به علاوه علائم عفونت استرپتوکوکی اخیر (به جز در کره) کافی است.

### معیارهای اصلی (ماژور)
1. کاردیت التهاب قلب بیشتر در کودکان و نوجوانان مبتلا دیده می‌شود و وجود هر یک از موارد پریکاردیت، نارسایی قلبی، کاردیومگالی، نارسایی دریچه میترال یا آئورت به معنی وجود کاردیت است.
2. اریتما مارژیناتوم: ماکول‌های صورتی رنگ بدون خارش بر روی تنه و پروگزیمال اندام که از مرکز بهبود پیدا می‌کنند.
3. نودولهای زیرپوستی: یک سری ندول های سفت و بدون درد بر روی سطح اکستانسور آرنج، زانو، بند انگشتان و مچ پا یا بر روی پوست سر و مهره‌ها.
4. کره سیدنهام (درگیری سیستم عصبی مرکزی با ماهیت حرکات غیرارادی اندام‌های تحتانی و فوقانی)
5. پلی آرتریت مهاجر، که مفاصل بزرگ را درگیر می‌کند.

### معیارهای فرعی (مینور)
شامل
1. تب (۳۸/۲ تا ۳۸/۹ درجه سانتی گراد)
2. درد بدن بالاخص در محل مفاصل(آرترالژیا)
3. افزایش فاکتورهای فاز حاد التهابی (پروتیین crp، و افزایش سرعت رسوب گلبولهای قرمز خون یا ESR)
4. اختلال در نوار قلب (افزایش فاصله PR)
5. سابقهٔ قبلی تب روماتیسمی در فرد

در کنار علایم فوق، اثبات وجود عفونت بااسترپ گروه آ تشخیص بیماری را تأیید می‌کند.

## علل
تب روماتیسمی از یک عفونت استرپتوکوکی قبلی (معمولاً عفونت گلو) که ۶–۲ هفته قبل از بروز علایم تب روماتیسمی رخ می‌دهد ناشی می‌گردد. این اختلال، یک اختلال خودایمنی است که در آن پادتن‌های تولیدشده بر ضد باکتری استرپتوکوک بر ضد مفاصل و قلب نیز واکنش نشان می‌دهند.
مدتهاست تمایلی برای نشان دادن ارتباط مثبت بین عفونت استرپتوکوکی و اختلال وسواسی جبری وجود دارد.
عفونت استرپتوکوکی گروه A بتا_همولیتیک می تواند تب روماتیسمی ایجاد کند که تقریبا ۱۰ تا ۳۰ درصد از این بیماران به کره سیدنهام دچار میشوند و علائم وسواس جبری از خود نشان می دهند.[خلاصه روانپزشکی کاپلان و سادوک]

## عوامل تشدیدکننده بیماری
تغذیه نامطلوب
سابقه خانوادگی تب روماتیسمی
زندگی در شرایط پرجمعیت یا غیربهداشتی
داشتن استعداد ابتلای مکرر به عفونت‌های تنفسی فوقانی
عفونت‌های استرپتوکوکی درمان‌نشده یا ناقص درمان‌شده

## پیشگیری
در مورد هر نوع عفونت گلو به‌خصوص در کودکان کشت گلو از نظر استرپتوکوک باید انجام شود. در صورت تشخیص درمان با آنتی‌بیوتیک می‌تواند از بروز تب روماتیسمی پیشگیری کند.

## عواقب مورد انتظار
عفونت‌های استرپتوکوک معمولاً با درمان قابل علاج هستند. تب روماتیسمی قابل پیشگیری است ولی قابل علاج (درمان قطعی) نیست. این عارضه در عرض ۱۲–۲ هفته فروکش می‌نماید. در بعضی موارد، تب روماتیسمی ممکن است به دریچه‌های قلبی آسیب بزند. دریچه آسیب دیده را می‌توان با جراحی تعویض کرد. در موارد نادر تب روماتیسمی حتی با درمان می‌تواند کشنده باشد.

## عوارض احتمالی
آسیب دایمی دریچه‌های قلب که منجر به نارسایی احتقانی قلب می‌گردد.
حملات بعدی تب روماتیسمی حاد در پی عفونت مجدد با استرپتوکوک

## درمان

### اصول کلی
بررسی‌های تشخیصی ممکن است شامل آزمایش‌های خون، کشت گلو و نوار قلب و رادیوگرافی قفسه سینه و قلب باشد. هیچ آزمون اختصاصی برای تشخیص تب روماتیسمی وجود ندارد.
در موارد خفیف، مراقبت در منزل کافی است ولی در موارد شدید ممکن است بستری در بیمارستان لازم باشد.
درجه حرارت بیمار و تعداد نبض او را روزانه اندازه‌گیری کرده و برای ارائه به پزشک ثبت نمایید.
اگر بیمار گلودرد یا سرفه دارد از یک دستگاه مرطوب‌کننده با بخار سرد استفاده کنید. دستگاه مرطوب‌کننده را هر روز تمیز کنید.
بهداشت دهانی مطلوب مهم است.

### درمان
- آسپیرین برای کاهش التهاب استفاده می‌شود. بسته به شدت بیماری از استروئیدها هم استفاده می‌شود.
- درصورت درگیری قلب، بسته به شدت درگیری از داروهای قلبی استفاده می‌گردد.
- آنتی‌بیوتیک‌ها برای مقابله و ریشه کن کردن عفونت استرپتوکوکی.
- استفاده از پنی سیلین تزریقی هر ۲۸ روز یک بار به عنوان درمان پیشگیری‌کننده تا ۵ سال و در صورت درگیری قلبی تا آخر عمر توصیه می‌گردد.

### فعالیت در زمان ابتلا به این بیماری
تا هنگامی که بررسی‌ها نشان دهد بیماری فروکش کرده‌است بیمار باید در بستر استراحت نماید. مدت استراحت لازم به این منظور معمولاً ۵–۲ هفته‌است ولی در برخی موارد به ماه‌ها استراحت نیاز است. مهیا کردن یک لگن یا توالت کنار بستر باعث می‌شود که بیمار مجبور نباشد برای رفتن به توالت از بستر برخیزد.

## درچه شرایطی باید به پزشک مراجعه نمود؟
اگر شما یا کودک شما دارای علایم تب روماتیسمی باشد.
بروز علایم زیر در طی درمان:
- ورم پا و پشت
- کوتاهی نفس
- استفراغ یا اسهال
- سرفه
- درد شدید شکم
- تب
- اگر دچار علایم جدید و غیرقابل توجیه شده‌اید. داروهای تجویزی ممکن است با عوارض جانبی همراه باشند.

## رژیم غذایی
رژیم مایعات با غذاهای نرم در مراحل اولیه بیماری که به‌تدریج به یک رژیم عادی غنی از پروتئین، کالری و ویتامین‌ها تغییر داده می‌شود.
طی مطالعات انجام شده مصرف زیاد گوشت قرمز، ذرت، گندم، ادویه، نمک، شکر، آرد، چای، قهوه و قارچ علایم بیماری را در افراد مبتلا به آرتریت روماتوئید تشدید می‌کند.
این بیماران باید مصرف روغنهای آفتابگردان، سویا و کنجد دار را کاهش و مصرف سس، غذاهای سرخ شده را متوقف کنند.
رژیم غذایی کم‌نمک در صورتی که بیمار دچار کاردیت (التهاب قلب) باشد، توصیه می‌شود.
غذاهای گیاهی و برنامه غذایی فاقد اسید آمینه گلوتن موجب کاهش علایم و ارتقا سلامت مبتلایان به روماتیسم مفصلی می‌شود.
انگور میوه‌ای پر انرژی است که در طب سنتی در درمان بیماری‌هایی مانند آرتریت روماتوئید و روماتیسم کاربرد داشته‌است. انگور به دلیل داشتن پتاسیم حاوی خاصیت ادرار آوراست و همچنین این میوه به دلیل داشتن آنتی‌اکسیدانهایی همچون ELLAGIC ACID ضمن کاهش علائم بیماری التهاب مفاصل، عملکرد مواد سرطانزای بدن را نیز خنثی می‌کند.
مصرف منظم روغن کبد ماهی نیاز بیماران مبتلا به بیماری‌های التهابی مفاصل را به داروهای مسکن کاهش می‌دهد.